# World Championship Soccer
World Championship Soccer é um jogo eletrônico sendo um dos primeiros jogos liberados para o sistema Sega Mega Drive. É um jogo de futebol baseado no torneio Copa do Mundo FIFA de 1990, com 24 diferentes países jogáveis. O jogo foi lançado em um baixo preço de US$19,99 em 1989. Porque o jogo foi criado antes da queda do comunismo na União Soviética, URSS e Alemanha Ocidental são dois países selecionáveis que já não existem mais.
O jogo também foi conhecido por Sega Soccer ou World Cup Italia '90, e a versão brasileira pela Tec Toy era intitulada Super Futebol.
Foi durante três anos (de 1989 até 1992) o único jogo de futebol do Mega Drive.

## Jogabilidade
O jogo apresenta uma perspectiva de cima para baixo (aérea) de uma versão simples de futebol (não há faltas, substituições ou estratégias). 
Para iniciar um jogo, o jogador deve primeiro escolher qual o país que ele gostaria de ser. As equipes são classificadas numa escala de 1 a 5 (5 é a melhor) baseado em quatro diferentes atributos (Velocidade, Habilidade, Defesa e Goleiro).
Depois de escolhido o país do jogador, ele é enviado para escolher os atletas que irão iniciar a partida. Cada país possui 16 atletas, e o jogador deve escolher 11 atletas para iniciar a partida, sendo estes: 1 goleiro, 4 defensores, 4 meio-campistas e 2 atacantes. As habilidades dos atletas individualmente são classificadas em Velocidade (Speed), Força do chute (Kick), Desarme (Tackle) e Precisão (Accuracy).
As partidas, se terminarem empatadas, são decididas nos pênaltis. Exceto se a partida for da fase classificatória (de grupos) da Copa do Mundo.
Na Copa do Mundo e na versão amistosa para 1 jogador, a visão dos pênaltis é igual. Quando o jogador vai cobrar o pênalti, há a visão do batedor, com ampla visão do gol. Quando o jogador vai defender o pênalti, é dada a visão atrás do gol, para melhor visão de onde o computador vai cobrar o pênalti. Na versão para 2 jogadores, a visão é sempre do batedor, em todas as cobranças.
Há telas especiais para tiros de meta, cobranças de escanteio e na comemoração do gol.
Os goleiros durante a partida utilizam um boné da cor da camisa dos seus jogadores de linha (recurso utilizado no Great Soccer para o Master System). Nos pênaltis, inexplicavelmente, o boné não aparece.
A melhor equipe no jogo é o Brasil. Os jogos duram 90 "minutos", em que cada minuto do jogo é, na verdade igual a 6 segundos (portanto, 9 minutos em tempo real ao todo). Existem três faixas de áudio durante o jogo, escolhidos com base nas equipes que estão jogando.

## Países jogáveis
Os países estão em ordem alfabética, e os números entre parênteses referem-se à classificação no jogo (Velocidade, Habilidade, Defesa, Goleiro, Geral).
- Alemanha Ocidental (4, 3, 5, 5, 5)
- Argélia (2, 3, 1, 2, 2)
- Argentina (5, 5, 4, 4, 5)
- Bélgica (4, 3, 2, 3, 3)
- Brasil (5, 5, 5, 4, 5)
- China (1, 2, 1, 1, 1)
- Coreia do Sul (3, 2, 2, 2, 2)
- Dinamarca (5, 4, 4, 3, 4)
- Escócia (3, 3, 3, 3, 3)
- Espanha (4, 3, 3, 3, 3)
- Estados Unidos (3, 1, 1, 1, 1)
- França (4, 5, 4, 4, 5)
- Hungria (4, 4, 4, 4, 4)
- Inglaterra (5, 2, 4, 5, 4)
- Itália (4, 2, 5, 5, 4)
- Iugoslávia (3, 4, 2, 3, 3)
- Japão (1, 1, 2, 1, 1)
- Marrocos (2, 4, 2, 2, 2)
- México (3, 4, 2, 2, 3)
- Países Baixos (5, 3, 4, 3, 4)
- Peru (2, 4, 1, 1, 2)
- Polónia (5, 3, 4, 4, 4)
- União Soviética (5, 4, 4, 5, 5)
- Uruguai (3, 5, 4, 4, 4)